# Asau
Asau es el segundo mayor pueblo de Tuvalu, con una población de 650 habitantes. Asau se encuentra en la isla Vaitupu.